# Cleora inusitata
Cleora inusitata är en fjärilsart som beskrevs av W. Warren 1898. Cleora inusitata ingår i släktet Cleora och familjen mätare. Inga underarter finns listade i Catalogue of Life.